# Lestes falcifer
Lestes falcifer är en trollsländeart som beskrevs av Sjöstedt 1918. Lestes falcifer ingår i släktet Lestes och familjen glansflicksländor. Inga underarter finns listade i Catalogue of Life.